# Моли-чехлоноски
Моли-чехлоноски (лат. Incurvaria) — род чешуекрылых насекомых из семейства мино-чехликовых молей.

## Описание
Крылья матовые. Гениталии самца: специализированные щетинки на внутренней поверхности вальв не образуют рядов или чётко оформленных групп; юкста двуветвистая, без пластинчатой проксимальной части.

## Систематика
В составе рода 14 видов:
- Incurvaria alniella (Issiki, 1957).
- Incurvaria circulella (Zetterstedt, 1839)
- Incurvaria evocata (Meyrick, 1924)
- Incurvaria koerneriella (Zeller, 1839)
- Incurvaria masculella (Denis & Schiffermüller, 1775)
- Incurvaria oehlmanniella (Hübner, 1796)
- Incurvaria pectinea Haworth, 1828
- Incurvaria pirinella Junnilainen, Kaitila & Mutanen, 2019
- Incurvaria ploessli Huemer, 1993
- Incurvaria praelatella (Denis & Schiffermüller, 1775)
- Incurvaria similella Schmitz, 1969
- Incurvaria takeuchii Issiki, 1957
- Incurvaria triglavensis Hauder, 1912
- Incurvaria vetulella (Zetterstedt, 1839)

## Распространение
Представители рода встречаются в Палеарктике (Европа, Кавказ, Япония) и Ориентальной области (Индия).